# J-Son
Julimar Santos Oliveira Neponuceno, känd under sitt artistnamn, J-Son, född 27 april 1985 i Salvador, Bahia, Brasilien, är en brasiliansk-svensk sångare och låtskrivare. 

## Biografi
Julimar Santos Oliveira Neponuceno (J-Son) föddes i en fattig by i Salvador, Bahia i Brasilien och kom till Sverige som femåring. Hans mamma, Maria José Larsson, rymde hemifrån som fjortonåring och försörjde sig själv med tillfälliga arbeten, samtidigt som hon lärde sig själv att läsa och skriva genom att studera kvarglömda tidningar. Vid arton års ålder var hon gravid med J-Son och fast besluten om att ge sin son ett bättre liv än hon själv haft, så hon flyttade till Göteborg i Sverige. J-Son växte upp i ett musikaliskt hem och upptäckte Hiphopmusik när han nätt och jämnt blivit tonåring. Han ställde sig på sin första scen och körde en rapbattle på ett tonårsdisco, en erfarenhet som inspirerade honom att gå hem och skriva sin första vers. J-Son och rapparen Glaciuz startade ett samarbete som snart placerade dem i toppen på undergroundscenen i Göteborg. Trots att J-Son inledde sin professionella musikkarriär inom hiphop, rap och urbanpop hade han planer på att prova andra genrer under sin utveckling som artist och låtskrivare.
”Jag vill inte bli kategoriserad som en rap-artist, jag är en musiker. Jag gör all slags musik.” - J-Son.
J-Son har stor scennärvaro och ser det som en livsviktig utmaning att ständigt pusha sig själv till att överraska sina fans. Utrustad med en brokig bakgrund av upplevelser, kultur, musik och språk ser han sin invandrarstatus och sitt färgstarka arv som en stor fördel, en brunn ur vilken han kan ösa till sitt berättande. Att J-Son dessutom hanterar fyra språk flytande ger honom vad som krävs av en ord-smed, talangen att förmedla världsspråket – rap.

## Karriär
J-Son debuterade med albumet Never Half Stepping, 2009, som blev nominerad för en svensk Grammis i kategorin "Årets Hip Hop album". Han blev snart en efterfrågad artist för samarbete och det dröjde inte länge innan det första internationella släppet. Tillsammans med den Holländska DJ:n och producenten Mischa Daniels släppte han låten "Where You Wanna Go" som sålde Guld i Kanada. Sedan dess har J-Son fortsatt med internationella samarbeten som resulterat i Guld och Platina-säljande singlar, senast med låten "Single Ladies" som sålt dubbel Platina i Schweiz.
2011 skrev J-son på Eric Saades båda Platinasäljande album, Saade vol.1 och Saade vol.2 och har därefter medverkat som låtskrivare på flera av Saades släpp, såsom den Platinasäljande singeln Imagine med norska artisten Tone Damli. Utöver dessa har J-Son även skrivit Ola Svenssons guldsäljande singel "Sky's the Limit",  Danny Saucedos "Todo El Mundo" och Robin Bengtssons "Fired" .
J-Son har även samarbetat med internationella artister såsom Pitbull, Maino, Hot Rod och agerat förband åt bland andra Lady Gaga, Fabolous och 50 Cent.

## Diskografi

### Album
- 2009 - Never Half Stepping

### Mixtapes
- 2008 - The Smoke Mixtape
- 2009 - Same Blood Compilation (feat. Same Blood Boyz)
- 2009 - European Hustle